# The Unquiet Sky
The Uniquet Sky è  l'ottavo album in studio del gruppo rock britannico Arena, pubblicato nel 2015.

## Tracce
1. The Demon Strikes – 5:37
2. How Did It Come to This – 4:30
3. The Bishop Of Lufford – 4:37
4. Oblivious To The Night – 2:48
5. No Chance Encounter – 4:30
6. Markings On A Parchment – 2:20
7. The Unquiet Sky – 5:29
8. What Happened Before – 4:55
9. Time Runs Out – 4:34
10. Returning The Curse – 3:48
11. Unexpected Dawn – 3:52
12. Catching The Bullet – 7:43
13. Traveller Beware – 7:40
14. True of the Truth – 3:26
15. And Now It's Good to See You – 2:27

## Formazione
- John Mitchell – chitarra, cori
- Clive Nolan – tastiere, cori
- Paul Manzi – voce
- John Jowitt – basso
- Mick Pointer – batteria